# Hydrofonbojfartyg
|       

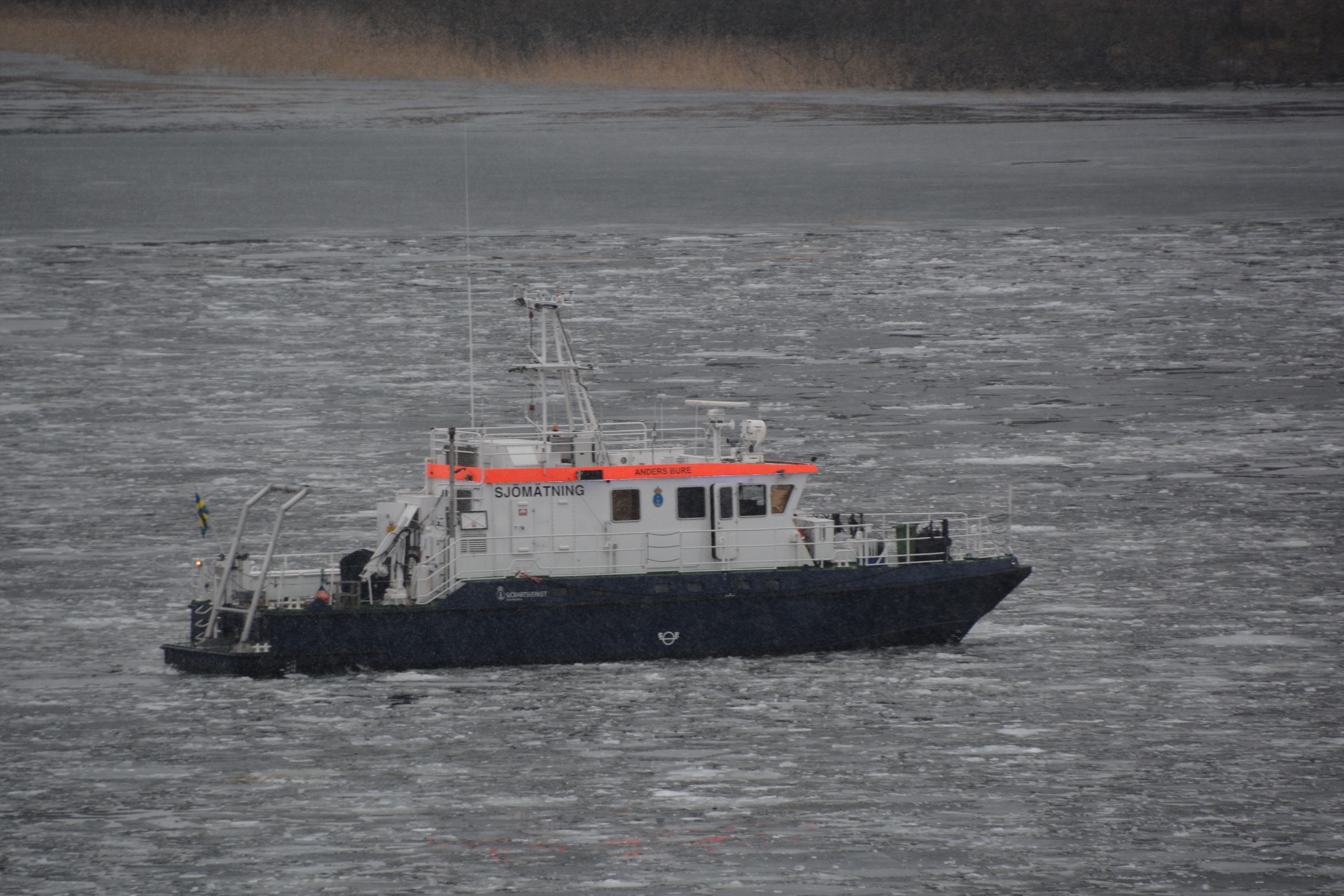
Tidigare hydrofonbojfartyget HMS Viggen, ombyggt till sjömätningsfartyget Anders Bure

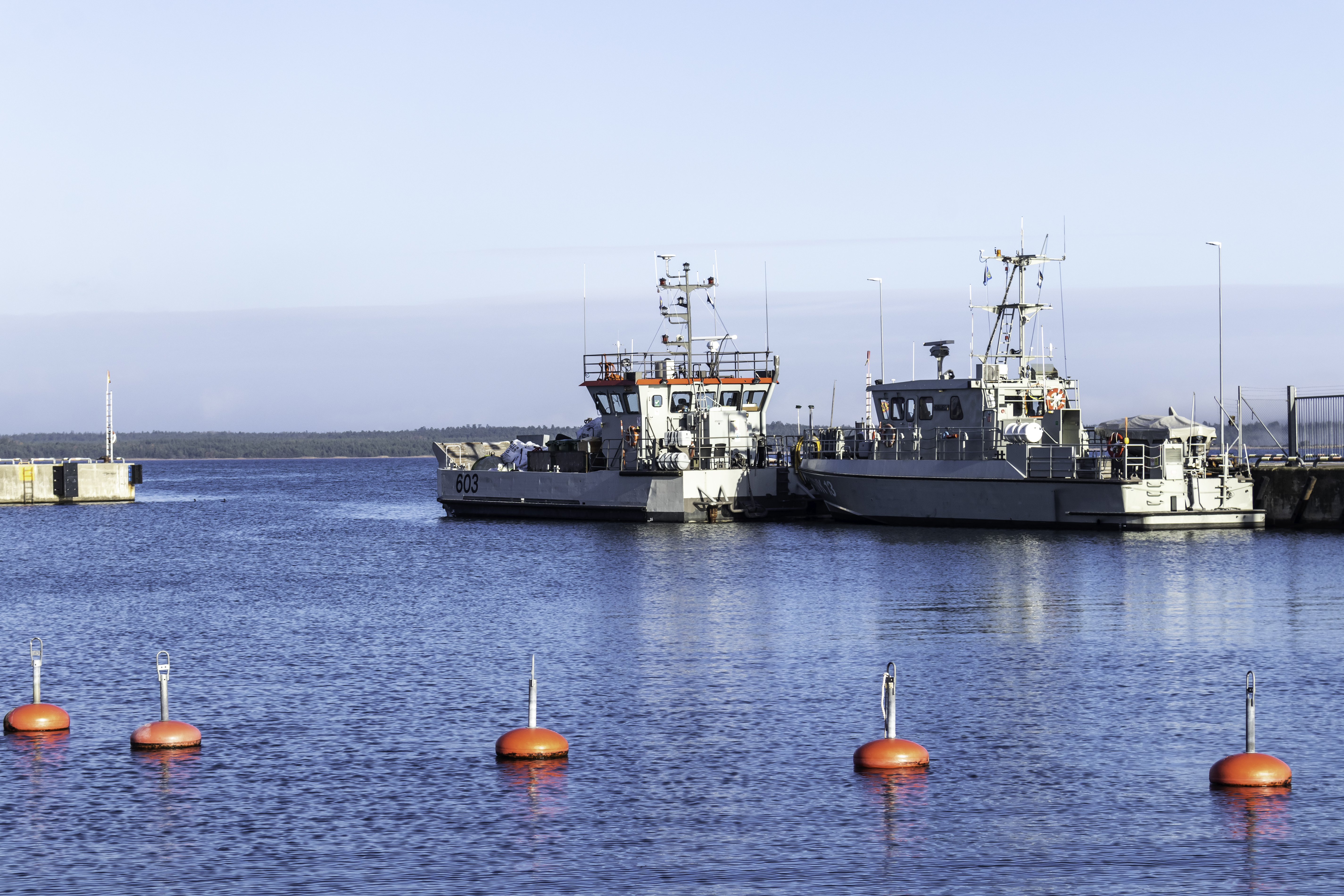
Tidigare hydrofonbojfartyget HMS Krickan, numera Sjövärnskårens SVK 13, i hamnen i Slite till sammans med Trossbåt 603, 2022

Hydrofonbojfartyg är en typ av fartyg som har som uppgift att med passiva hydrofonbojar upptäcka och analysera eventuell fientlig verksamhet i till exempel skärgårdar. Hydrofonbojarna har mycket hög känslighet. I den svenska marinen fanns tidigare fyra hydrofonbojfartyg av Ejdern-klass. De byggdes 1991-1993 av Djupviks varv och hade en besättning om nio man, varav sex värnpliktiga. Fartygen var flottans minsta. De är 20 meter långa och har ett deplacement om cirka 36 ton. Utmärkande för fartygets silhuett  var den långa antenn som används för att ta emot signaler från hydrofonbojar.
Fartygstypen utgick omkring 2005. Två av fartygen, Svärtan och Viggen, överfördes 2009 till Sjöfartsverket och har byggts om till sjömätningsfartyg. De döptes om till M/S Johan Månsson och M/S Anders Bure efter historiska sjökarterare.